# At Heart
At Heart es el tercer álbum de estudio de la banda estadounidense de metalcore Miss May I. El lanzamiento del álbum estaba previsto para el 29 de mayo de 2012, pero se retrasó hasta el 12 de junio de 2012 a través de Rise Records. El álbum recibió críticas generalmente positivas, destacando el cambio de sonido "maduro" de la banda. El primer sencillo lanzado fue "Hey Mister", junto con su videoclip.
El álbum entró en el Billboard 200 en el puesto 32, con más de 12 000 copias vendidas en su primera semana.

## Lista de canciones
Todas las canciones escritas y compuestas por Levi Benton, Ryan Neff y Alberto de Icaza. 
| N.º | Título                   | Duración |  |
| 1.  | «At Heart»               | 0:49     |  |
| 2.  | «Hey Mister»             | 3:56     |  |
| 3.  | «Opening Wounds»         | 4:14     |  |
| 4.  | «Leech»                  | 4:16     |  |
| 5.  | «Second to No One»       | 3:59     |  |
| 6.  | «Sirens Song»            | 3:53     |  |
| 7.  | «Day by Day»             | 3:35     |  |
| 8.  | «Bleeding Out»           | 2:59     |  |
| 9.  | «Road of the Lost»       | 3:23     |  |
| 10. | «Found Our Way»          | 2:47     |  |
| 11. | «Gold to Rust»           | 3:26     |  |
| 12. | «Live This Life»         | 3:48     |  |
| 13. | «Ballad of a Broken Man» | 3:40     |  |

## Personal
Miss May I
- Levi Benton – voz principal
- Ryan Neff – bajo, voz aguda
- B.J. Stead – guitarra principal
- Justin Aufdemkampe – guitarra rítmica
- Jerod Boyd – batería, percusión